# Chromi(III) perchlorat
Chromi(III) perchlorat là hợp chất hóa học vô cơ có công thức Cr(ClO4)3. Thông thường, dạng ngậm nước hexahydrat Cr(ClO4)3·6H2O của nó được biết đến nhiều hơn, là một chất rắn màu lục lam, tan được trong nước.

## Điều chế
Cách đơn giản nhất để điều chế Chromi(III) perchlorat khan đó là cho Chromi(III) oxit hoặc chromi(III) hydroxide tác dụng với axit perchloric:
Cr2O3 + 6HClO4 → 2Cr(ClO4)3 + 3H2O
Cũng có thể dùng muối Cr(III) bất kì để điều chế hợp chất. Chromi(III) perchlorat điều chế theo cách này không tinh khiết.

## Trạng thái
Chromi(III) perchlorat có thể tồn tại ở một số trạng thái ngậm nước như hexahydrat Cr(ClO4)3·6H2O hay nonahydrat Cr(ClO4)3·9H2O. Chúng đều có màu lục lam và tan được trong nước.

## Hợp chất khác
- Khi ở điều kiện thích hợp thì Cr(ClO4)3 sẽ tác dụng với NH3 để tạo hexamin Cr(ClO4)3·6NH3. Hợp chất này có màu cam.[3] Các dạng khác của Cr(ClO4)3(NH3)x cũng được biết đến. Khi x = 3, hợp chất có màu đỏ; còn x = 4 hoặc 5 thì hợp chất có màu cam.[4] Dạng hexamin có thể phát nổ.[4]
- Cr(ClO4)3 còn tạo một số hợp chất với N2H4, như Cr(ClO4)3·2N2H4 là tinh thể tím.[5]
- Cr(ClO4)3 còn tạo một số hợp chất với CO(NH2)2, như Cr(ClO4)3·6CO(NH2)2 là tinh thể lục.[6]